# Elene Achvlediani
Elene Achvlediani (Georgisch: ელენე ახვლედიანი) (Telavi, 5 april 1898 O.S. – Tbilisi, 30 december 1975) was een 20e-eeuwse kunstschilderes, illustratrice en theatervormgeefster uit Georgië. Ze werd bekend om haar schilderijen van Georgische steden en landschappen, haar illustraties voor de werken van Ilia Tsjavtsjavadze en Vazja-Psjavela, en het ontwerpen van tientallen decors voor het Kote Mardzjanisjvili-theater in Tbilisi.

## Biografie
Elene Achvlediani werd in Telavi geboren, het centrum van de Oost-Georgische regio Kacheti. Ze was de oudste van vijf kinderen van militair arts Dimitri Achvlediani en zijn echtgenote Elisabet Eristavi. Haar vader had een kliniek in het dorp Koerdglaoeri, net buiten Telavi, waar hij zieken gratis behandelde. Ze bracht haar kinderjaren door in Telavi, waar ze op haar school les kreeg van schrijver Vasil Barnovi en de latere modernistische kunstenaar Valerian Sidamon-Eristavi. Als kind had Achvlediani belangstelling voor muziek, maar ook voor schilderen. Barnovi moedigde haar daarin aan voor de klas:

Een Georgische vrouw is van nature een kunstenaar. Kijk eens naar de geweven borduurmotieven van onze voorouders. Hun makers waren grote kunstenaars, maar ze zijn zo verdwenen dat we hun identiteit alleen kennen uit de borduurmotieven die op de geweven stof zijn geschreven. En jij, Elena, schilder, schilder vaak. Telavi en de Alazani-vallei wachten op hun kunstenaar.

In 1911 verhuisde het gezin naar Tbilisi, waar Achvlediani tot 1916 naar het Tweede Vrouwengymnasium ging. Ze was hier leerling van kunstschilder Nikolaj Sklifosovski.

### Kunstopleiding

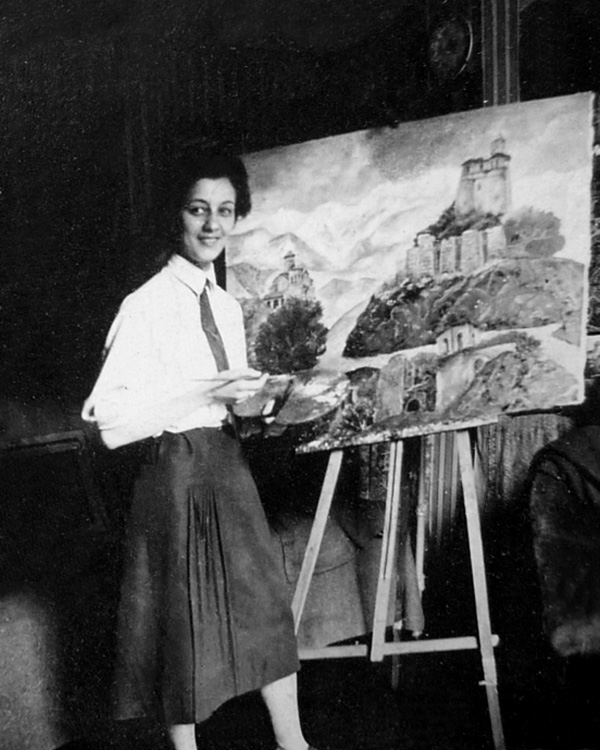
Elene Achvlediani legde zich toe op landschappen en stadsgezichten.

Nikolaj Sklifosovski was niet alleen haar docent op het gymnasium, maar ook haar buurman. Hij onderkende de talenten van Elene Achvlediani en bracht haar naar zijn privé-kunstschool bij hem thuis, waar verschillende kunstenaars studeerden, onder wie Irakli Gamrekeli. Tijdens een bezoek aan Moskou met de school van Sklifosovski, raakte Achvlediani in de Tretjakovgalerij onder de indruk van de werken van Michail Vroebel. In 1918 voltooide ze haar studie bij Sklifosovski, waarmee ze zich kunstdocente mocht noemen.
In 1919 nam Elene Achvlediani voor het eerst deel aan een tentoonstelling van de Unie van Georgische Kunstenaars. Ze kreeg een aanbeveling van de unie om in het buitenland te studeren, iets dat ze enkele jaren later zou doen. In datzelfde jaar begon ze met het schilderen van stadsgezichten in het oude centrum van Tbilisi onder begeleiding van de Russische kunstschilder Boris Fogel. Ze vervolgde haar opleiding aan de kunstacademie van Tbilisi, waar ze in de klas zat van de beroemde Georgische kunstenaar Gigo Gabasjvili.

### Italië en Frankrijk
Tijdens haar studie aan de kunstacademie kreeg Achvlediani in 1922 een speciale beurs van de Sovjet-Georgische autoriteiten om haar studie in het buitenland voort te zetten. Ze bracht anderhalf jaar door in Italië en woonde en werkte in Rome, Milaan, Florence en Venetië. Ze maakte hier voornamelijk stadsgezichten van oude huizen en straten.

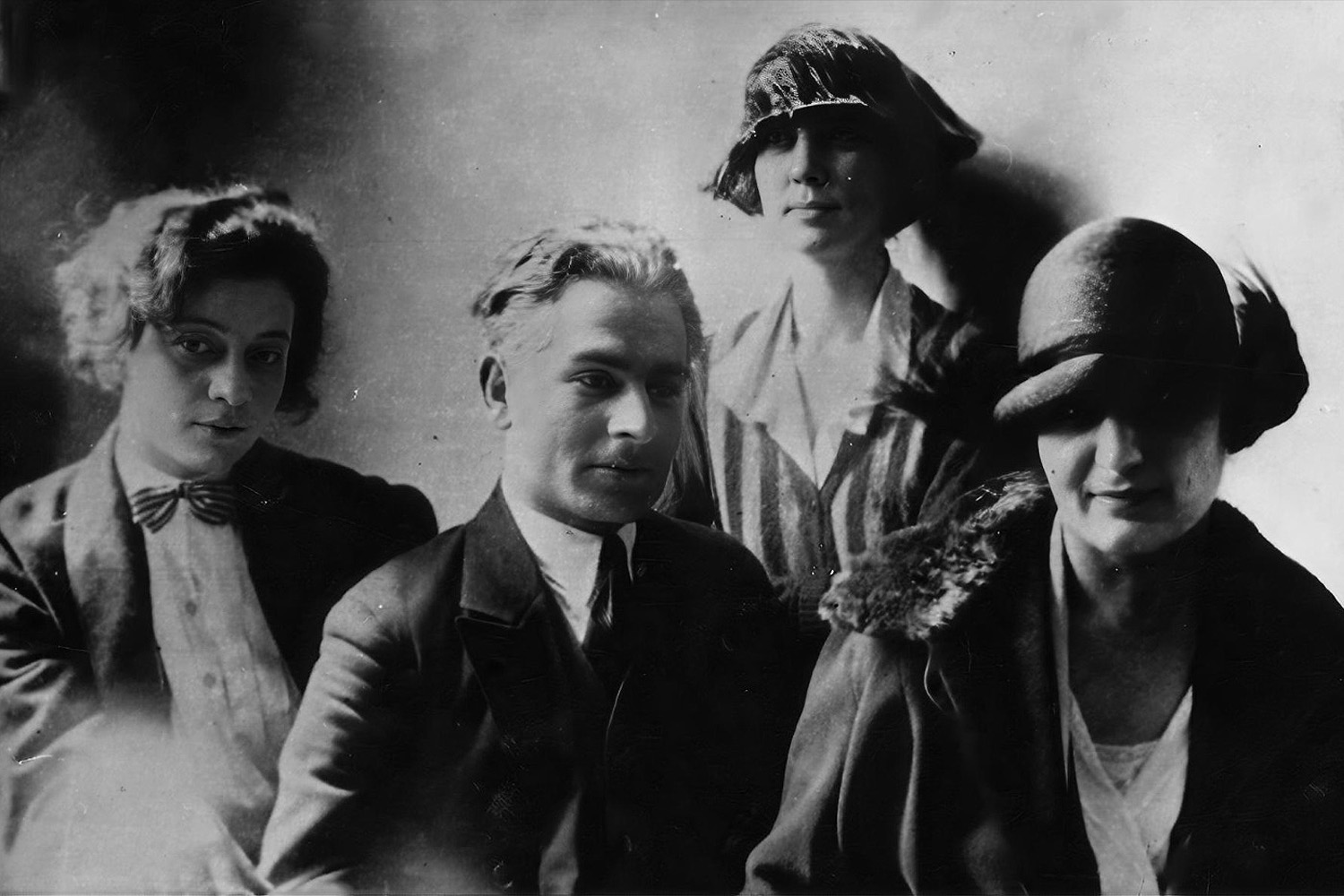
Elene Achvlediani (l) trok in Parijs op met andere Georgische kunstenaars, zoals Lado Goediasjvili (m) en Ketevan Magalasjvili (r).

In 1924 begon Achvlediani samen met Ketevan Magalasjvili een studie aan de Académie Colarossi in Parijs, waar ze zich verder specialiseerde in stadsgezichten. Colarossi werkte zonder docent, wat een bewuste keuze was van Achvlediani. Ze wilde vrij en onafhankelijk zijn van invloeden om vrij te kunnen experimenteren met haar stijl, ook al had ze op dat moment al haar thema en stijl gevormd. Ze trok in Parijs op met andere jonge Georgische kunstenaars, die tegelijkertijd met haar in de stad verbleven, waaronder David Kakabadze, Lado Goediasjvili en Ketevan Magalasjvili. Met hen verdiepte Achvlediani zich in de avant-garde die op dat moment populair was in Parijs, maar ook de Franse landschapsschilderkunst en werken van impressionisten.
De Parijse periode was een van de meest productieve fasen in het creatieve leven van Achvlediani, waarin ze aan haar vakinhoudelijke kennis, technische vaardigheden en geestelijke ontwikkeling werkte. Ze negeerde conventies en verkende als onafhankelijke en vrije kunstenaar de buitenwereld. Achvlediani maakte een reeks Parijse stadsgezichten en erotiserende naaktportretten. Daarnaast maakte Achvlediani in Parijs schilderijen van Georgische stadsgezichten en landschappen als een uiting van heimwee.

Parijs is prachtig, maar Tbilisi is een echt wonder! 

Vanaf 1925 nam ze regelmatig deel aan tentoonstellingen met positieve recensies over haar werk en goede verkopen. Ze stuurde twee van haar werken naar New York voor een tentoonstelling. Ze werd uitgenodigd voor een tentoonstelling in Nederland, maar vanwege een ernstige ziekte van haar moeder keerde ze terug naar Georgië en stuurde ze schilderijen op naar Nederland.

### Terugkeer naar Sovjet-Georgië

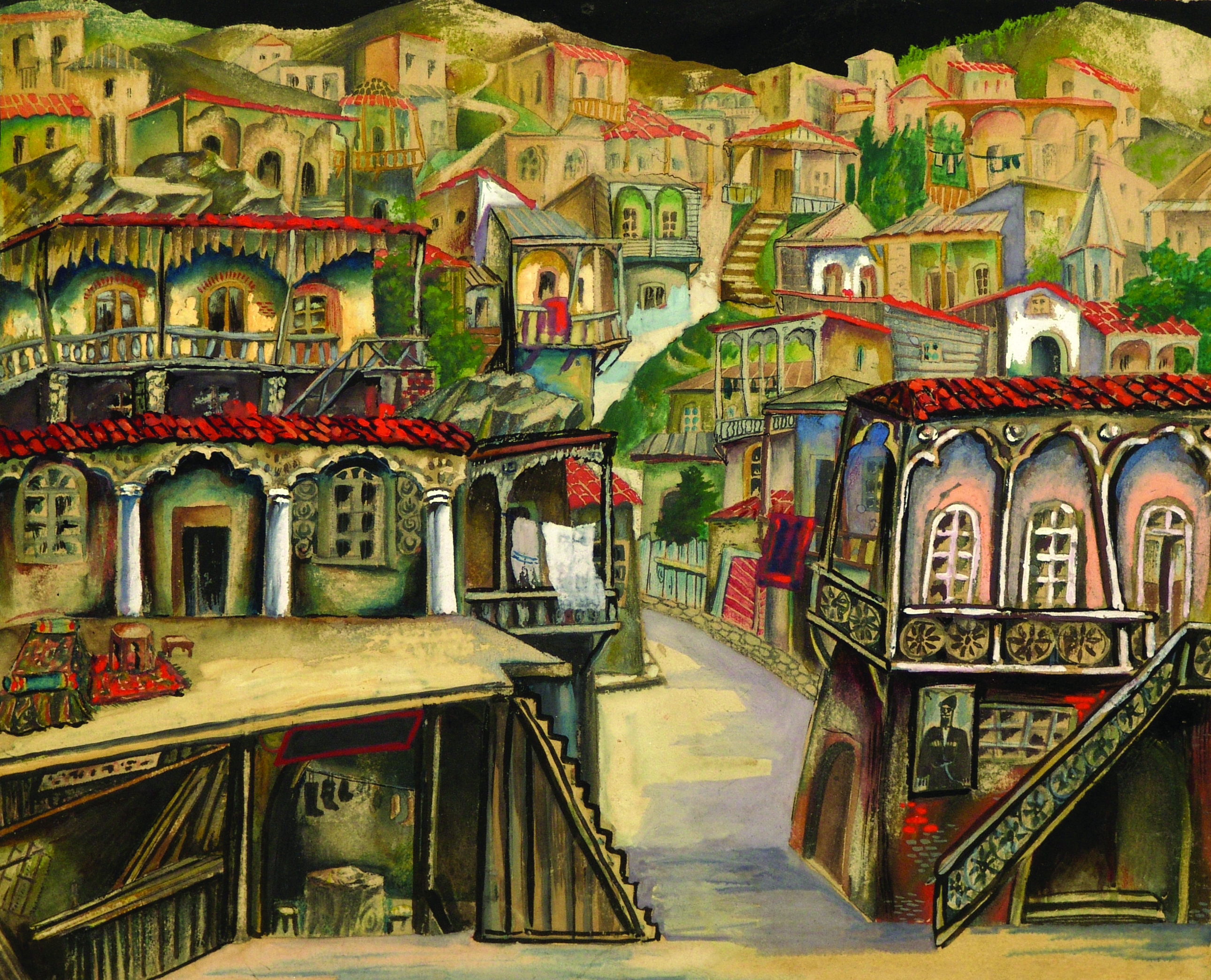
Theaterdecoratie voor 'Zonsverduistering in Georgië' (1932).

In 1927 keerde Achvlediani terug naar Georgië, dat inmiddels sterk gesovjetiseerd was onder Jozef Stalin en waar een repressieve wind waaide. Haar Parijse werken werden bij terugkeer op een tentoonstelling aan de Roestavelilaan in Tbilisi getoond. Een jaar later werd dezelfde tentoonstelling in Telavi en Koetaisi gehouden. In Koetaisi ontmoette ze Kote Mardzjanisjvili, de oprichter van het gelijknamige theater in de stad, die haar aanbood voor hem te komen werken als theaterontwerper. Daar ging ze op in en ze zou haar leven lang voor het theater werken, dat inmiddels naar Tbilisi was verhuisd.
In de eerste vijf jaar maakte ze de ontwerpen van tientallen voorstellingen. De samenwerking tussen Mardzjanisjvili en Achvlediani legde de basis voor een nieuw tijdperk van theatrale en decoratieve kunst in het Georgische theater. Ze maakte ook de ontwerpen voor tientallen producties in de theaters van Moskou, Leningrad, Kiev en Charkiv. Vanaf 1934 ging Achvlediani ook aan de slag als grafisch ontwerper en werd ze daarmee een van de eerste illustratoren van Georgische kinderboeken. De illustraties voor een uitgave van De lotgevallen van Tom Sawyer van Mark Twain staan hoog aangeschreven door de levendige, expressieve tekeningen.

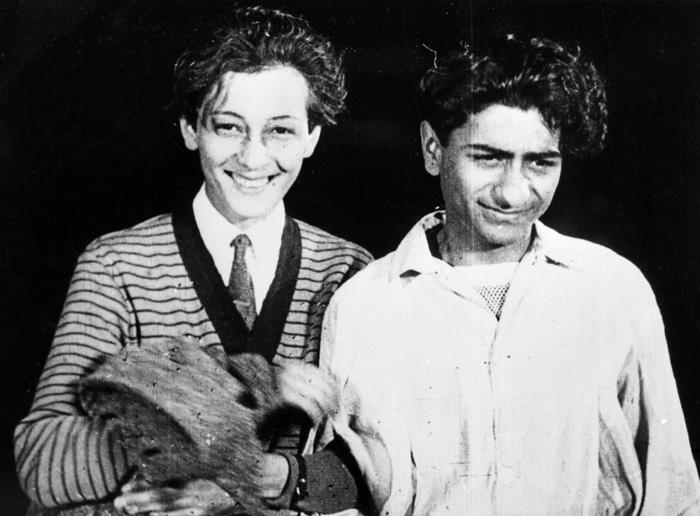
Achvlediani werkte in het Kote Mardzjanisjvili-theater intensief samen met Petre Otscheli. Hij werd in 1937 geëxecuteerd.

In de stalinistische Sovjet-Unie woedde een politieke strijd tegen het formalisme, waarin kunstenaars nauwelijks konden afwijken van het socialistisch realisme, de opgelegde norm. Veel kunstenaars zochten hun uitvlucht in veiliger artistieke disciplines. De kunstenaars die in het buitenland hadden verbleven, zoals Achvlediani en haar vrienden, stonden onder toezicht van de censuurautoriteiten. Ze legde zich in deze periode dan ook vooral toe op theaterontwerp en boekillustraties en minder op de schilderkunst, waardoor ze zelf uit de wind van het regime bleef. De Grote Zuivering van 1937 ging niet zonder gevolgen aan Achvlediani en haar vriendenkring voorbij. Verschillende kunstenaarsvrienden werden vervolgd en geëxecuteerd, waaronder Dimitri Sjevardnadze, Petre Otscheli en Titian Tabidze.
Het nieuwe atelier dat Achvlediani in 1939 betrok in de wijk Vera van Tbilisi, werd een ontmoetingsplaats van vooraanstaande schrijvers, schilders en muzikanten. Ze organiseerde er ook tentoonstellingen van andere kunstenaars. Het zou postuum haar huismuseum worden. In 1946 ontving Achvlediani de titel van Geëerd Kunstenaar van de Georgische SSR.

### Erkenning

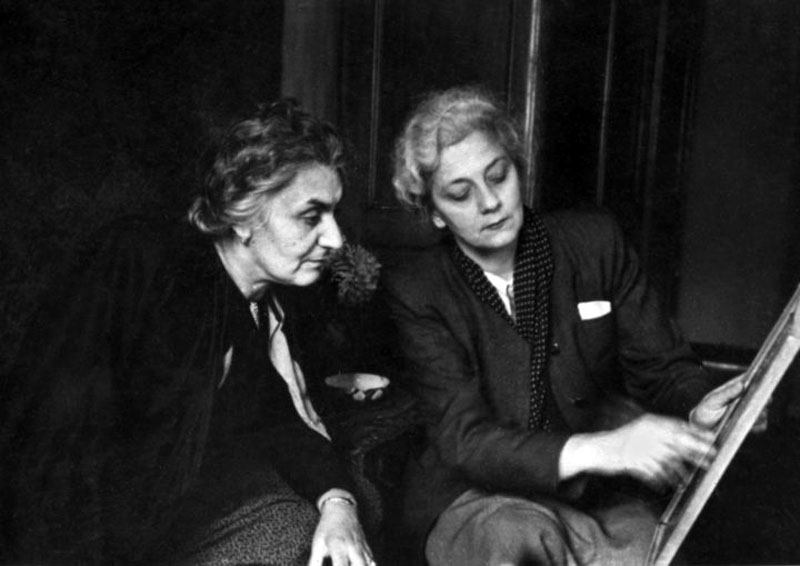
Elene Achvlediani (r) en Ketevan Magalasjvili (l), circa 1950.

In 1954 begon Achvlediani met productiewerk in de Georgische filmindustrie. Ze ontwierp kostuums voor verschillende films, waaronder De kleur van granaatappels uit 1969 van de in Tbilisi woonachtige Armeense regisseur Sergej Paradzjanov. Rond 1960 pakte Achvlediani de schilderkunst van haar favoriete landschapsgenre weer op. Het was de periode van de destalinisatie onder Nikita Chroesjtsjov, die een minder repressief bewind voerde jegens de kunsten. Achvlediani hield tentoonstellingen in Oekraïne, Armenië en Azerbeidzjan en ze reisde naar de Baltische sovjetrepublieken en Tsjecho-Slowakije, waar ze de landschapsreeksen De Daken van Tallinn en De Landschappen van Bratislava maakte.
Haar werk werd in 1960 beloond met de titel Volkskunstenaar van de Georgische SSR. Er volgde een periode van tentoonstellingen in en buiten de Sovjet-Unie, waaronder in het Staatsmuseum voor Oosterse Kunst in Moskou. Ze bracht een groep landschapsschilders samen en reisde ermee naar verschillende delen van Georgië om in openluchtsessies te tekenen en schilderen. In 1971 kreeg Achvlediani als eerste vrouw de Sjota Roestaveliprijs, de hoogste Georgische prijs voor de kunsten en literatuur. Ze verscheen in 1973 als zichzelf naast Lado Goediasjvili in de film Herfstzon (Georgisch: მზე შემოდგომისა, Mze Sjemodgomisa). In deze film verhuist een onderdrukte kunstenaar vanuit zijn steriele naoorlogse flat naar het district Ortatsjala van Tbilisi en vindt inspiratie in de historische architectuur van de stad.

### Overlijden
In december 1975 organiseerde het Sovjet-Georgische ministerie van Financiën op initiatief van Elene Achvlediani een tentoonstelling van vrouwelijke kunstenaars. Vlak voor de slottoespraak op 28 december 1975 kreeg Achvlediani een hersenbloeding en overleed twee dagen later. Ze werd begraven in het pantheon van Didoebe in Tbilisi, waar schrijvers, kunstenaars en wetenschappers begraven liggen. Vier maanden na haar overlijden werd haar atelier en woning een huismuseum.

## Persoonlijk

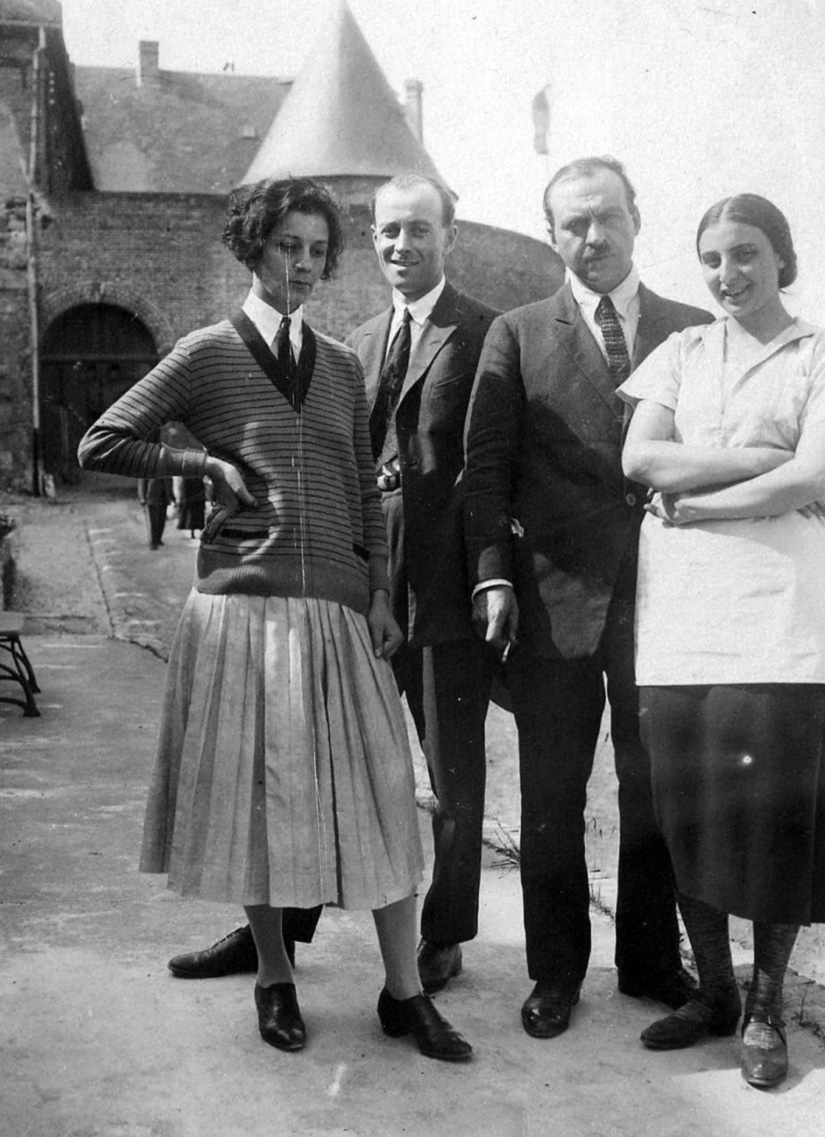
Elene Achvlediani was kort getrouwd met agronoom Apollon Kakabadze (tweede links). Hier samen met kunstenaar David Kakabadze.

Vlak voor haar vertrek naar Italië in 1922 trouwde Achvlediani met Apollon Kakabadze, een agronoom die in 1919 door de regering van de Democratische Republiek Georgië op studie naar Zwitserland was gestuurd. Het huwelijk bleek van korte duur en het echtpaar scheidde twee jaar later, maar bleef vrienden. Achvlediani was zwanger, maar raakte in Parijs haar ongeboren kind kwijt door een auto-ongeval. Ze zou ongetrouwd en kinderloos blijven. Kakabadze werd in 1933 gearresteerd en voor drie jaar naar de goelag gestuurd. In 1937 werd hij tijdens de Grote Zuivering geëxecuteerd.
Elene Achvlediani hield principieel geen dagboeken bij en in biografische essays wordt nauwelijks geschreven over haar relaties. In 1966 schreef Achvlediani een korte autobiografie, waarin ze nauwelijks inging op haar persoonlijke leven. Mede daardoor bleef haar persoonlijke leven een onderwerp van geruchten en speculaties. De combinatie van een wilskrachtig en hard karakter, haar overwegend mannelijke kleding, haar levensstijl en de afwezigheid van latere persoonlijke relaties gaf aanleiding tot geruchten over de geaardheid van Achvlediani.
Haar levensstijl wordt nog steeds als taboe beschouwd in delen van de Georgische samenleving, maar Achvlediani gezien als een vrouwelijke kunstenaar die het vrouw zijn waardeerde en haar lichaam als seksueel aantrekkelijk beschouwde. Sommigen in Georgië beschouwen Achvlediani als een feministisch stijlicoon die haar tijd ver vooruit was. Dit wordt onder meer ingegeven door haar soms masculiene kledingstijl van een mannelijk pak, een stropdas en een herenhoed. De Tbilisi Fashion Week van 2017 eerde haar kledingstijl in de jaren 1920 met een speciaal evenement.

## Invloed
Achvlediani wordt gezien als een pionier van het stedelijk landschap in het Georgische modernisme, waarbij ze Europese invloeden integreerde met de artistieke taal van de Georgische modernisten. Daarnaast was ze haar tijd vooruit door een groep vrouwelijke kunstenaars op te richten die gezamenlijk werkten en van elkaar leerden, wat bijdroeg aan het stimuleren van vrouwelijke kunst en talentontwikkeling. Dit deed ze door in groepsverband in openluchtsessies te tekenen en schilderen.
Ze speelde postuum een belangrijke rol bij het behoud van het uiterlijk van het oude Tbilisi. Tijdens renovatiewerkzaamheden van verschillende buurten in het centrum liet de betrokken architect Sjota Kavlasjvili zich leiden door haar werken. Hij stelde dat "bijna alle delen van het oude Tbilisi kunnen worden gerestaureerd op basis van de schilderijen van Achvlediani". Hij maakte in 1982 de eerste stadskaart van Tbilisi op basis van de schetsen van Achvlediani, waarbij het Narikala-fort en de Mtatsminda-berg vanuit elk deel van de oude stad zichtbaar waren. Datzelfde deed hij voor Telavi, waar de bergen van de Kaukasus en de Alazani-vallei als referentiepunten werden genomen.

## Stijl

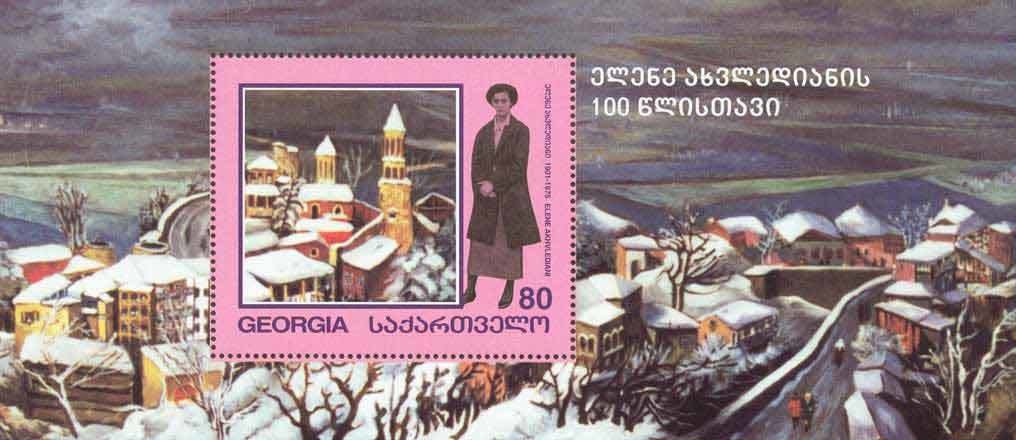
Achvlediani schilderde vooral landschappen van Kacheti en stadsgezichten van Tbilisi. In 2003 werd een postzegel uitgegeven met daarop 'Winter in Signagi'.

De Georgische schilderkunst kende aan het begin van de 20e eeuw enkele typen landschapsschilderkunst, maar Achvlediani voegde daar een variant aan toe met Georgië als hoofdonderwerp. Hierbij ging ze uit van het modernisme zonder daarbij de belangrijkste referentiepunten in de Georgische cultuur te schenden. Ze was in haar geboortegrond Kacheti begonnen met schilderen en bleef gedurende haar hele leven deze Georgische regio met het besneeuwde Kaukasusgebergte op de achtergrond schilderen. De tweede rode draad in haar leven was het stadsgezicht van het oude centrum van Tbilisi, dat ze in dezelfde stijl schilderde.

### Kubisme
Achvlediani onderscheidde zich met haar stijl van andere Georgische beroemdheden in de landschapsschilderkunst, zoals David Kakabadze, Valerian Sidamon-Eristavi en Sjalva Kikodze. De groep Georgische kunstenaars die in de jaren 1920 in Parijs verbleef, waaronder Achvlediani, waren bepalend voor de richting van het modernisme in Georgië. In haar Franse periode begon Achvlediani kubistische en soms expressionistische vormen te gebruiken voor haar landschappen met gebouwen en gebroken contouren. Haar Parijse stadsgezichten roepen de associatie op met de stadsgezichten van Maurice Utrillo, met brede vlakken en veralgemeende architecturale vormen die teruggebracht zijn tot kubistische geometrie en postimpressionisme.
De geportretteerde onderwerpen zette ze vaak tegen een hoge horizon. Deze stijlen wist ze succesvol om te zetten in een Georgische ‘soort’ landschapsschildering. Ze koppelde het kubisme aan de vormen van de bergen en huizen door moderne lijnen in figuratieve schilderijen in te voegen en wist de impressionistische sfeer aan te passen aan de landschappen van Georgië. Onder het Sovjetregime wist ze het socialistisch realisme te mijden zonder van formalisme beschuldigd te worden. Ze wist haar landschapsschilderijen in haar eigen stijl aan te passen aan wat acceptabel was binnen de Sovjet-ideologie zonder er direct aan te conformeren.

### Naaktportretten
Achvlediani wordt voornamelijk herinnerd om haar landschappen en stadsgezichten, maar ze maakte ook vele illustraties en figuratieve composities. Dit waren meestal losstaande kunstwerken met een vrouwelijke esthetiek, die ze in haar Parijse periode ontwikkelde. De serie naaktportretten van voornamelijk vrouwen, onder de naam "Nudes" en doordrenkt met lichte erotiek, is exemplarisch voor haar ontwikkeling hierin. Het waren deels conceptschetsen en waren voor een deel gericht op het ontwikkelen van haar tekenvaardigheid. Een aantal werken werden voltooid en geheel uitgewerkt.
Ze experimenteerde met de stijl, techniek en pose, waarbij ze geïnspireerd door kubistische tekeningen poses en lichaamsvormen construeerde en gebruik maakte van clair-obscur. De serie was doordrenkt met lichte erotiek, waarbij Achvlediani de modellen vanuit moeilijke invalshoeken portretteerde. Ze legde hierbij niet alleen de nadruk op esthetiek en haar professionaliteit, maar ze verwerkte haar innerlijke vrouwelijke wereld en haar vrouwelijkheid in de schetsen en schilderingen. Terug in Sovjet-Georgië waren dergelijke werken, waarin vrouwelijkheid tot uitdrukking kwam in een individuele stijl, ideologisch onaanvaardbaar. Het socialistisch realisme in de Sovjet-Unie ontwikkelde zich na haar terugkeer naar een vorm met androgyne figuren, waarin mannen en mannelijke vrouwen domineerden en het geslacht en gender verborgen bleef.

## Museum

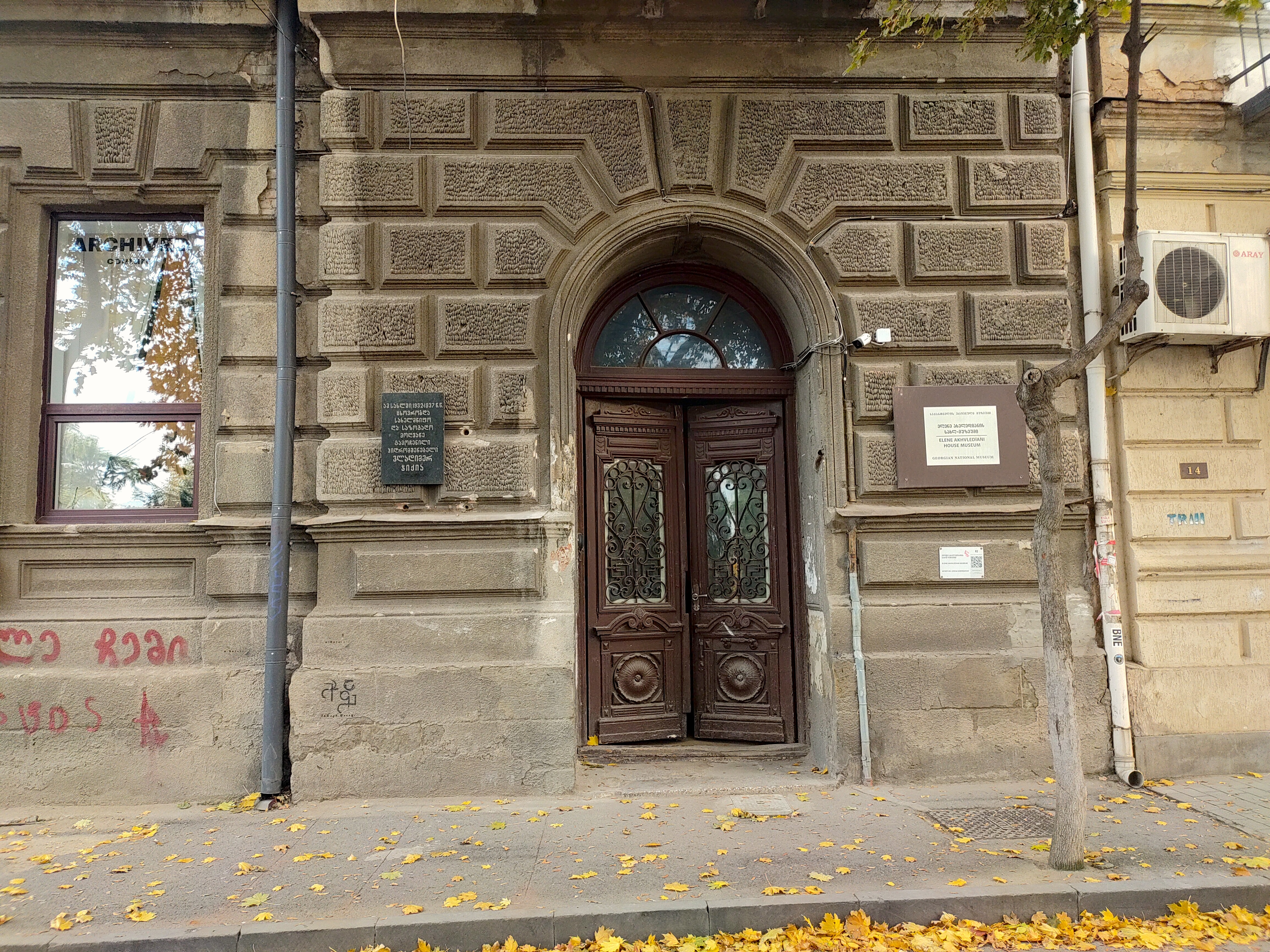
Huismuseum van Elene Achvlediani in Tbilisi.

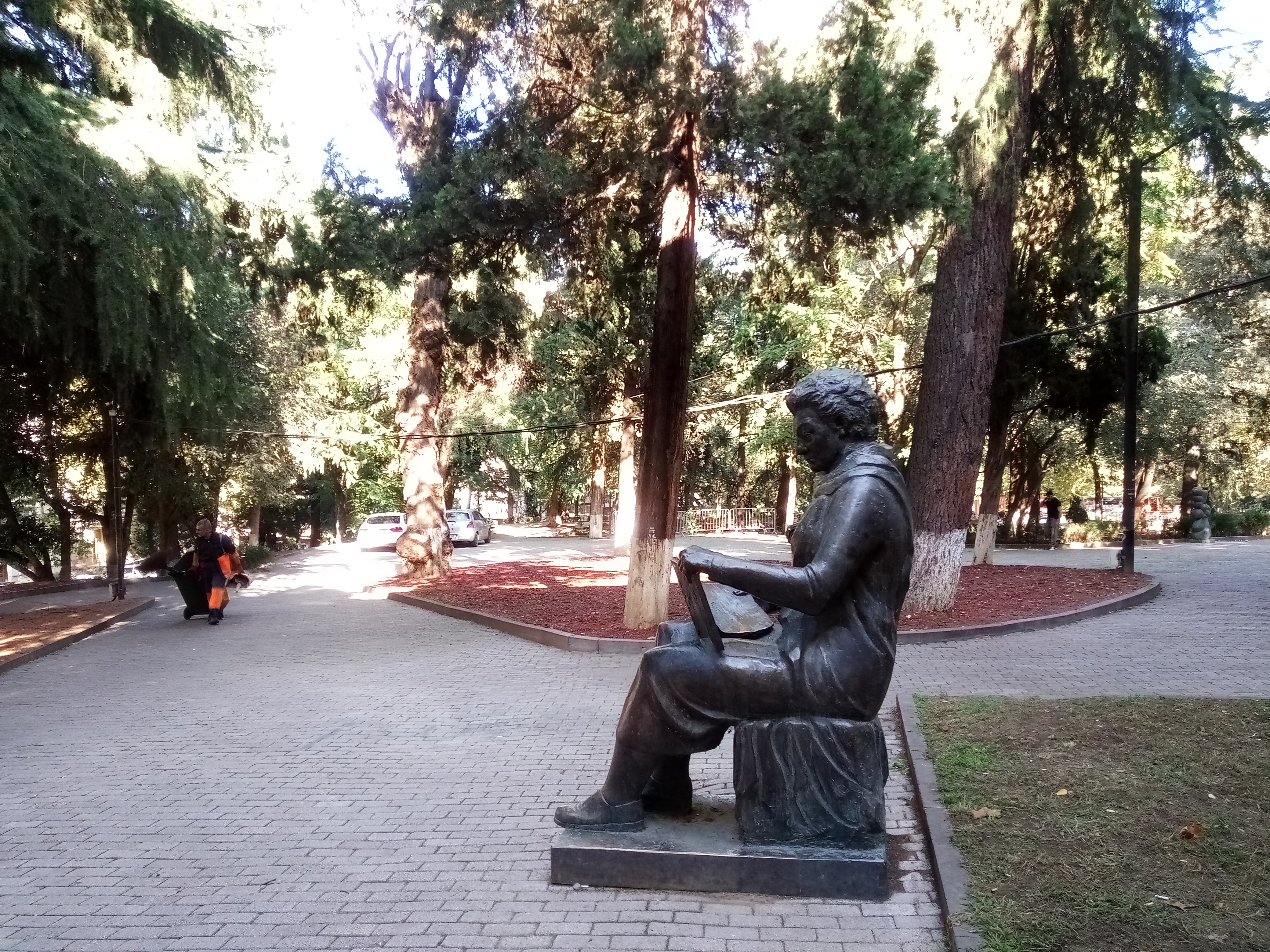
Bronzen beeld van Elene Achvlediani in het 9 Aprilpark achter de Nationale Kunstgalerij in Tbilisi.

Op 18 april 1976, enkele maanden na haar overlijden en op haar geboortedag, werd het Elene Achvlediani Huismuseum gesticht. Het museum is onderdeel van het Georgisch Nationaal Museum en is gevestigd in de atelierswoning van Achvlediani in Tbilisi. De atelierswoning was tevens een salon voor kunstenaarsbijeenkomsten en creatieve samenwerkingen. Achvlediani organiseerde er thematische en persoonlijke tentoonstellingsavonden en er werden poëzievoordrachten en concerten gehouden. 
De museumcollectie herbergt ruim 3000 objecten, waaronder de belangrijkste schilderijen, illustraties en decorontwerpen van Achvlediani en een verzameling ambachtelijke monsters uit Georgische regio's die zij verzamelde. Een aantal stukken werden tijdens de chaos in de vroege jaren 1990 gestolen. Sommige van deze werken werden later geretourneerd. In april 2022 brandde een deel van het dak van het pand af zonder schade aan de kunstverzameling te veroorzaken. Het Georgische ministerie van Cultuur kondigde vervolgens een algehele renovatie aan van het museum. In november 2024 heropende het museum.
Haar werken hangen ook in andere musea in Georgië, waaronder in kunstmusea in Batoemi, Koetaisi en haar geboorteplaats Telavi. In Tbilisi is een kinderkunstgalerie naar haar vernoemd. In Telavi is een kinderkunstschool naar haar vernoemd, dat gehuisvest is in een beschermd 19e-eeuws pand.

## Onderscheidingen
Elene Achvlediani kreeg bij leven verschillende onderscheidingen:
- Geëerd Kunstenaar van de Georgische SSR (1946)
- Volkskunstenaar van de Georgische SSR (1960)
- Sjota Roestaveliprijs (1971), de hoogste Georgische prijs voor de kunsten en literatuur.